# Tour de Pologne 1977
34. edycja wyścigu kolarskiego Tour de Pologne odbyła się w dniach 8–18 września 1977. Rywalizację rozpoczęło 97 kolarzy, a ukończyło 58. Łączna długość wyścigu – 1460 km.
Pierwsze miejsce w klasyfikacji generalnej zajął Lechosław Michalak (Polska I), drugie Tadeusz Skrzypek (Polska II), a trzecie Michael Schiffner (NRD). 
Wyścig został zorganizowany i przeprowadzony w bardzo nieodpowiednim terminie, zaledwie kilka dni po mistrzostwach świata w Wenezueli. Głównie z tego powodu (choć niektórzy startowali do końca wyścigu bez aklimatyzacji bezpośrednio po przylocie z mistrzostw świata, np. Jan Krawczyk i Krzysztof Sujka) na starcie zabrakło wielu dobrych i znanych zawodników, zarówno krajowych jak i zagranicznych. Ponadto zawodnicy z czołówki krajowej zostali wysłani na organizowane równolegle inne wyścigi zagraniczne (dookoła Bułgarii, Słowacji) oraz na Spartakiadę Armii Zaprzyjaźnionych do Hawany. W tej sytuacji otworzyła się szansa przed młodymi, ale bardzo utalentowanymi zawodnikami (wygrał 20-letni reprezentant WTC Michalak). 
TdP 1977 rozegrano na terenach nizinnych, przy niesprzyjającej pogodzie (boczny, silny wiatr, potężne ulewy z wyładowaniami atmosferycznymi, przenikliwe zimno). Słońce zaświeciło dopiero podczas ostatniego etapu do Konina. Startowały cztery ekipy zagraniczne (RFN, NRD, Belgia, Czechosłowacja). Sędzią głównym wyścigu był Jerzy Patora.

## Etapy
| Etap      | Data        | Start - meta                           | Długość (km)            | Zwycięzca etapu    | Lider              |
| prolog    | 8 września  | Warszawa (prolog o Memoriał H. Łasaka) | 56                      | Lechosław Michalak | Lechosław Michalak |
| I etap    | 9 września  | Pomiechówek – Łomża                    | 163                     | Ireneusz Walczak   | Ireneusz Walczak   |
| II etap   | 10 września | Łomża – Ełk                            | 160                     | Lechosław Michalak | Lechosław Michalak |
| III etap  | 11 września | Ełk – Kętrzyn                          | 162                     | Jan Synowiecki     | Lechosław Michalak |
| IV etap   | 12 września | Kętrzyn – Elbląg                       | 162                     | Lechosław Michalak | Lechosław Michalak |
| V etap    | 13 września | Elbląg - Kościerzyna                   | 146                     | Lechosław Michalak | Lechosław Michalak |
| VI etap   | 14 września | Kościerzyna - Słupsk                   | 118                     | Tadeusz Wojtas     | Lechosław Michalak |
| VII etap  | 15 września | Ustka - Słupsk                         | 19 (jazda ind. na czas) | Michael Schiffner  | Lechosław Michalak |
| VIII etap | 16 września | Słupsk - Chojnice                      | 160                     | Stefan Piasecki    | Lechosław Michalak |
| IX etap   | 17 września | Chojnice - Gniezno                     | 158                     | Krzysztof Sujka    | Lechosław Michalak |
| X etap    | 18 września | Gniezno - Konin                        | 156                     | Krzysztof Sujka    | Lechosław Michalak |

## Końcowa klasyfikacja generalna

### Klasyfikacja indywidualna
| Poz. | Zawodnik             | Kraj   | Zespół    | Czas (średnia km/h)       |
| ---- | -------------------- | ------ | --------- | ------------------------- |
| 1.   | Lechosław Michalak   | Polska | Polska I  | 35h 09' 40" (41,523 km/h) |
| 2.   | Tadeusz Skrzypek     | Polska | Polska II | +01' 26"                  |
| 3.   | Michael Schiffner    | NRD    | NRD       | +03' 01"                  |
| 4.   | Mathias Vierke       | NRD    | NRD       | +03' 05"                  |
| 5.   | Jan Synowiecki       | Polska | LZS II    | +04' 05"                  |
| 6.   | Tadeusz Wojtas       | Polska | Polska II | +04' 51"                  |
| 7.   | Zbigniew Krzeszowiec | Polska | Kolejarz  | +05' 38"                  |
| 8.   | Stanisław Boniecki   | Polska | LZS II    | +05' 53"                  |
| 9.   | Tadeusz Loks         | Polska | MON I     | +05' 59"                  |
| 10.  | Stefan Piasecki      | Polska | LZS III   | +07' 18"                  |

### Klasyfikacja drużynowa
| 1. | NRD       | 105h 39' 13" |
| 2. | LZS II    | +09' 48"     |
| 3. | Stal      | +21' 17"     |
| 4. | Polska II | +24' 20"     |
| 5. | Stomil    | +35' 10"     |

### Klasyfikacja najaktywniejszych
| 1. | Lechosław Michalak | Polska | 33 pkt |
| 2. | Stanisław Boniecki | Polska | 26 pkt |
| 3. | Stefan Piasecki    | Polska | 16 pkt |
| 4. | Michael Schiffner  | NRD    | 11 pkt |
| 5. | Ireneusz Walczak   | Polska | 11 pkt |